# Brejning (Ringkøbing-Skjern Kommune)
 For alternative betydninger, se Brejning. (Se også artikler, som begynder med Brejning)
Brejning er en lille landsby i Vestjylland, beliggende i Brejning Sogn knap 2 kilometer syd for Spjald. Landsbyen ligger i Ringkøbing-Skjern Kommune og tilhører Region Midtjylland. Midt i Brejning finder man Brejning Kirke.
Ca. 2 kilometer i østlig retning ligger herregården Brejninggaard, der siden 1942 har fungeret som efterskole.
Fra landsbyen er der 10 kilometer til Videbæk og 19 til Ringkøbing.